# Sugemaller
Sugemaller er betegnelsen for familien Loricariidae. Der findes omkring 400 registrerede arter. 
Normalt anses sugemaller som akvariets skraldemand. Dette er dog ikke sandt. Iblandt de forskellige arter findes der både grøntæder (algeædere) og kødædere. 
Den mest solgte sugemalle er Ancistrus sp. 